# Loko (canção)
"Loko" (estilizado como LOKO!) é uma canção gravada pela cantora brasileira Wanessa Camargo e lançada pela Som Livre como single no dia 9 de novembro de 2018. "Loko" é uma canção de estilo reggaeton.

## Promoção
A canção foi performada pela primeira vez no dia 10 de novembro de 2018 no programa Altas Horas da Rede Globo junto à "O Amor Não Deixa". A cantora mais o balé, trouxe uma coreografia com dança de cadeiras, ensaiada pela própria em parceria com a coreógrafa Fernanda Fiuzza.

## Vídeo musical
O single estreou junto ao vídeo musical da canção, foi dirigido pelo produtor Felipe Sassi, na direção de produção: Diana Balsini, produção geral e de elenco: Wanisy Roncone. No cômico vídeo, Wanessa interpretá uma vampira, tendo referências da personagem Rogue dos X-Men. "Loko" foi adicionada à turnê "Wanessa Camargo Tour" (2018) e performada pela primeira vez no dia 10 de novembro de 2018 no palco do programa Altas Horas da Rede Globo junto à "O Amor Não Deixa".

### Ficha técnica;
- Direção, Roteiro e Edição:  Felipe Sassi
- Assistência de Direção (1º) :  Lucas Romano
- Direção de Fotografia:  Daniel Primo
- Assistência de Câmera (1º):  Carlos Taparelli
- Assistência de Câmera (2º):  Gabriel Freires Pereira Arruda
- Direção de Produção:  Diana Balsini
- Produção Geral e de Elenco:  Wanisy Roncone
- Produção:  Lucas Barsalini, Jess Martins, Amanda Hayar e Daniel Fiore Miranda "Batata"
- Figurino (Elenco e Ballet):  Cabideiro Produções
- Maquiagem, Cabelo, Caracterização e Efeitos Especiais:  Claudia Dantas do Nascimento, Daniela Gonçalves Pereira Silva e Sidney Silva de Paulo.
- Direção de Arte:  Poliana Feulo
- Coreografia:  Fernanda Fiuzza
- Ballet:  Amanda Araújo, Thalita Gonçalves, Giulia R., Sther Mascara, Cayque Iroldi, Danilo S., Diego Carvalho, Felipe Vilarim, Henrique F., Hugo Campos, Lucas Diogo, Marcel Anselme, Nathan Ranhel e Raphael Aiache.
- Elenco:  Lilian Marcelino, Luana P. Souza, Amanda Souza, Gabriela Lopes, Roger Vesco, Ricardo Azevedo, Renan Vista, Glauco Marganelli, Danilo Ezion, Jefferson A. Santos, Carz Fill, Sergio Barreto, André Collin e Camilla Flores.
- Animal de Cena:  Pet Arte Animais Atores
- Produtora de Animais:  Flávia Scheleder
- Treinador da Serpente:  Ricardo Zanini
- Fotógrafo:  Rodolfo Magalhães, Hyan Pereira, Alexandre Pio
- Making Of:  Pedro Fiorillo, Illan Suarez
- Cor:  Lucas Bergamini
- Produtora de Áudio:  Capitão Foca
- Edição de Som e Mixagem:  Pedro Vituri
- Atendimento (Produtora de Áudio):  Zá Coelho
- Direção Criativa (Produtora de Áudio):  Felipe Parra
- Design:  Alexandre Pio
- Marketing:  Junior Waldorf
- Caminhão de Luz e Maquinário:  Equipe GiriLuz

## Faixas e formatos
| Download digital |        |         |  |
| N.º              | Título | Duração |  |
| 1.               | "Loko" | 2:55    |  |

## Histórico de lançamento
| Região | Data                  | Formato          | Gravadora |
| ------ | --------------------- | ---------------- | --------- |
| Brasil | 9 de novembro de 2018 | Download digital | Som Livre |